# Serovar
Serovar ili serotip naziv za grupu mikroorganizama ili virusa koji imaju zajedničke antigene na svojoj površini. Serotipovi omogućuju klasifikaciju organizama na razini podvrsta. Serotipove je otkrila američka mikrobiologinja Rebecca Lancefield 1933.g.
Rod bakterija Salmonella ima preko 2200 serotipova, dok vrsta bakterija Vibrio cholerae ima oko 139 serotipova (samo dva serotipa uzrokuju bolest koleru).